# Jupiter Calling
Jupiter Calling es el séptimo álbum de estudio de la banda irlandesa The Corrs. Producido por T Bone Burnett, fue el disco más orgánico de la banda desde Talk On Corners. 
Fue publicado el 10 de noviembre de 2017, dos años después de su álbum de regreso, White Light, y pocos meses después del final de la gira de este disco. El concierto de presentación tuvo lugar el 19 de octubre en el Royal Albert Hall de Londres. Sin embargo, no se llevó a cabo una gira internacional de presentación. 

## Canciones
1. Son Of Solomon
2. Chasing Shadows
3. Bulletproof Love
4. Road to Eden
5. Butter Flutter
6. SOS
7. Dear Life
8. No Go Baby
9. Hit My Ground Running
10. Live Before I Die
11. Season of Our Love
12. A Love Divine
13. The Sun And The Moon

### Sencillos
El 21 de septiembre de 2017 tuvo lugar la escucha del primer tema del álbum, "Son Of Solomon". El 28 de septiembre de presenta en BBC Radio 2 el primer single oficial, "S.O.S.", inspirada en la guerra de Siria (Song of Syria). Todos los temas del disco han sido compuestos por The Corrs.

## Lista de Ventas
| iTunes            |                         |    |
|                   | iTunes Global           | 5  |
| Reino Unido       | iTunes UK               | 8  |
| España            | iTunes España           | 5  |
| Australia         | iTunes Australia        | 11 |
| Alemania          | iTunes Alemania         | 17 |
| Brasil            | iTunes Brasil           | 4  |
| Europa            |                         |    |
| Alemania          | German Albums Chart     | 42 |
| Austria           | Austrian Albums Chart   | 46 |
| Bélgica (Flandes) | Ultratop 200 Albums     | 30 |
| Bélgica (Valonia) | Ultratop 200 Albums     | 43 |
| España            | PROMUSICAE              | 13 |
| Francia           | French Albums Chart     | 52 |
| Irlanda           | Irish Albums Chart      | 20 |
| Países Bajos      | MegaCharts              | 31 |
| República Checa   | Pungarian Albums Chart  | 39 |
| Reino Unido       | UK Albums Chart         | 15 |
| Suiza             | Swiss Albums Chart      | 25 |
| Escocia           | OCC                     | 14 |
| Oceanía           |                         |    |
| Australia         | Australian Albums Chart | 27 |
| Nueva Zelanda     | Heatseeker Albums       | 4  |

## Músicos
- Andrea Corr: Voz, tin whistle, ukelele
- Sharon Corr: Voz, violín
- Caroline Corr:  Batería, bodhràn, piano, coros
- Jim Corr:  Guitarra, teclados, coros
- Anthony Drennan:  Guitarra
- Robbie Malone: Bajo

- Datos: Q39662203